# Sherlock Holmes (piesă de teatru)
Sherlock Holmes este o piesă în patru acte de William Gillette și Sir Arthur Conan Doyle, bazată pe personajul lui Conan Doyle, Sherlock Holmes. După trei avanpremiere, a avut premiera pe Broadway la 6 noiembrie 1899, la Teatrul Garrick din New York. 

## Context
Realizând succesul personajului său Sherlock Holmes, Conan Doyle a decis să creeze o piesă bazată pe acest personaj.
Producătorul american de teatru Charles Frohman a discutat cu Conan Doyle despre drepturile de autor ale personajului Holmes. Nu a rezultat nimic din asocierea lor în acea vreme, dar discuția l-a inspirat pe Conan Doyle să creeze o piesă în cinci acte cu Holmes și profesorul Moriarty. La citirea piesei, Frohman a considerat că nu este potrivită pentru producție teatrală și, în schimb, l-a convins pe Conan Doyle că actorul William Gillette va fi ideal în rolul lui Holmes și va fi, de asemenea, persoana perfectă pentru a rescrie piesa. Gillette, un dramaturg de succes, a purtat o pălărie deerstalker și o pelerină Inverness  (Macferlan) pentru a-l vizita pe Conan Doyle și pentru a-i solicita permisiunea nu numai de a interpreta piesa, dar și de a o rescrie el însuși.

## Scriere

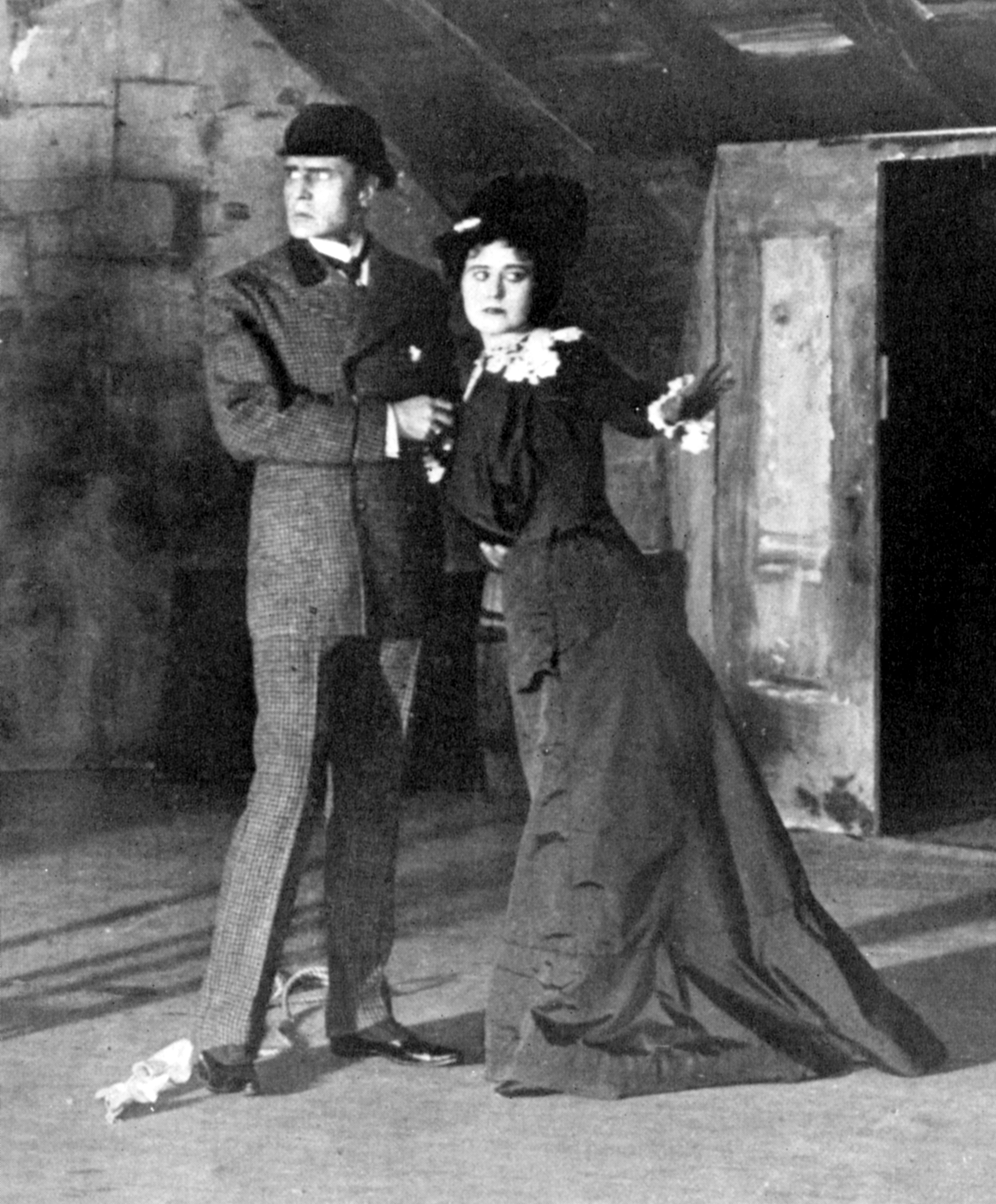
William Gillette ca Holmes și Katherine Florence ca Alice Faulkner în producția din 1899 a piesei Sherlock Holmes

Piesa în sine s-a inspirat din povestirile publicate de Conan Doyle „Scandal în Boemia”, „Ultima problemă” și romanul Un studiu în roșu,, adăugând în același timp și multe lucruri noi. Întrucât intriga a fost preluată în mare parte din canonul creat de Doyle, cu dialoguri preluate direct din povestirile sale originale, Doyle a fost creditat co-autor, chiar dacă Gillette a scris piesa. 

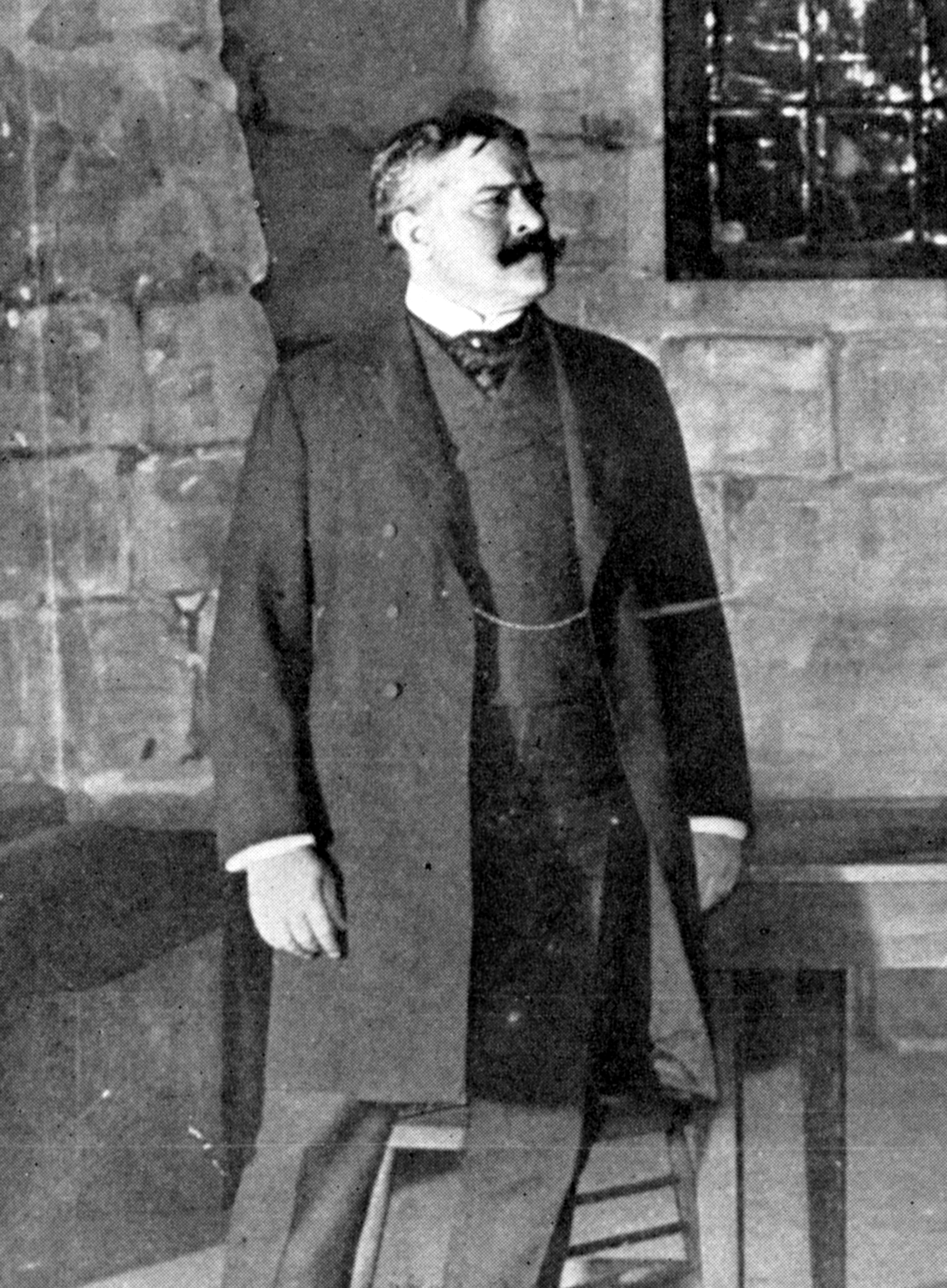
George Wessells în rolul lui Moriarty în producția din 1899 a lui Sherlock Holmes

Gillette și-a luat mari libertăți în legătură cu personajul principal, cum ar fi să-i dea lui Holmes un interes romantic. În timp ce Conan Doyle era inițial incomodat de aceste completări, succesul piesei i-a înmuiat opiniile; el a spus: „Am fost fermecat atât de piesă, de actorie, cât și de rezultatul ei financiar.”  Doyle a povestit mai târziu cum a fost întrebat de Gillette: „Pot să-l căsătoresc pe Holmes?”, La care Conan Doyle a răspuns: „Poți să-l căsătorești, să-l omori sau să îi faci orice îți place.” Interesul romantic a fost modelat pe rolul Irenei Adler din „Scandal în Boemia”, Gillette reinventând personajul și redenumindu-l „Alice Faulkner”. 
Piesa lui Gillette îl prezintă pe profesorul Moriarty drept ticălos, dar Gillette îl numește „Robert Moriarty”. În acel moment nu a existat niciun nume pentru Moriarty în povestirile lui Conan Doyle. 

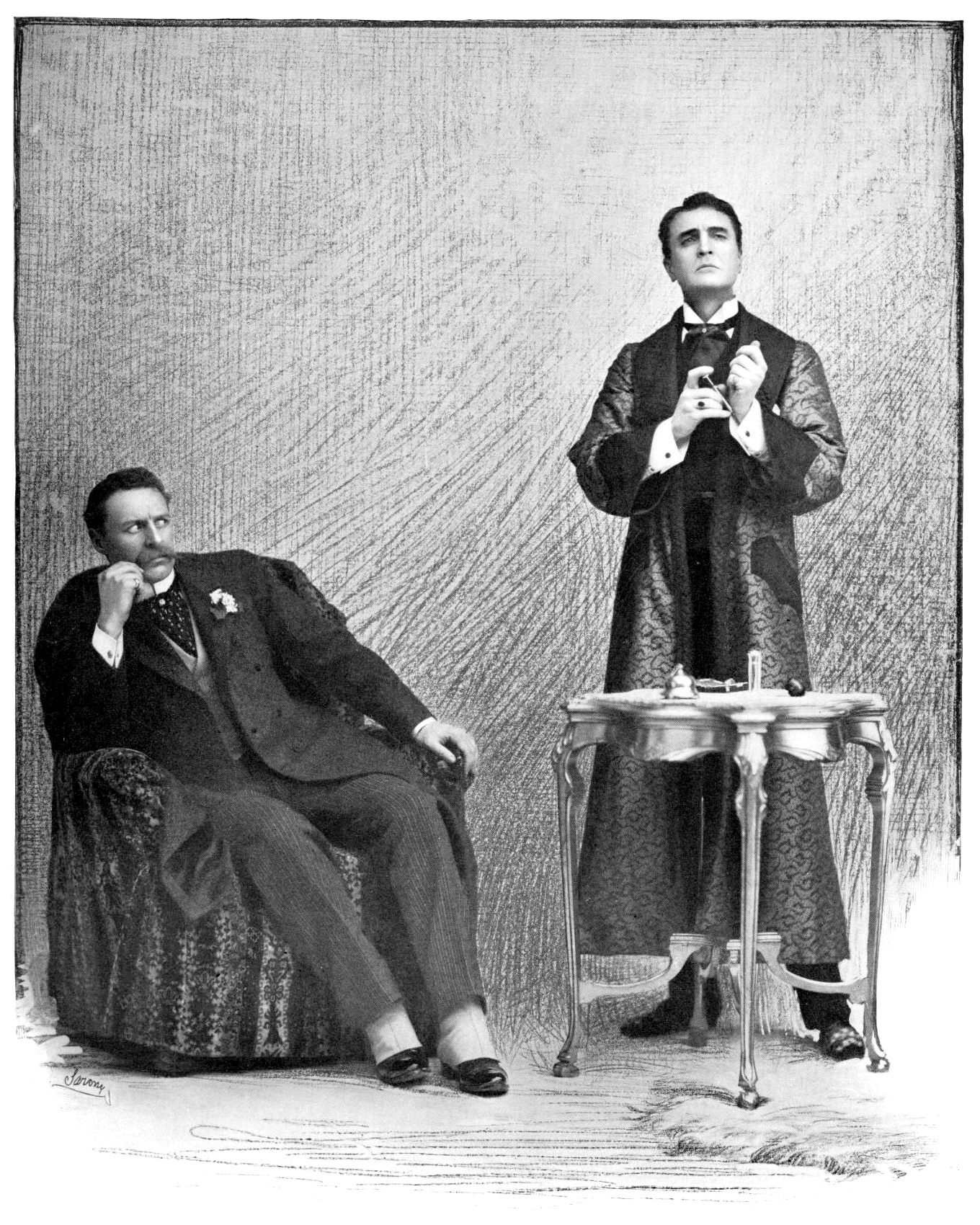
Holmes (William Gillette) și Dr. Watson (Bruce McRae, stânga), în producția din 1899, pe Broadway, a piesei Sherlock Holmes

Conan Doyle a menționat un peronaj fără nume în „Un caz de identitate”, iar Gillette a folosit personajul și l-a botezat „Billy”. Însuși Conan Doyle a reintrodus personajul în unele povestiri cu Holmes și a continuat să folosească numele Billy.

### Revizuiri
Textul piesei a fost revizuit de nenumărate ori în timpul lungii sale serii de punere în scenă. Textul original din 1899 a fost revizuit cu corecții în 1901. A mai existat un „text corectat și expirat” din cca. 1923 și o revizuire finală în 1929-1930. Când piesa a fost publicată sub formă de carte (și nu ca un scenariu) de către editura Doubleday, Doran & Company în 1935, au fost făcute alte corecții. 

## Ptoducție

Holmes (William Gillette, dreapta) îl primește pe Moriarty (George Wessells) - în producția inițială de pe Broadway a lui Sherlock Holmes (1899)

Sherlock Holmes a fost văzut pentru prima dată la Star Theatre din Buffalo, New York, la 23 octombrie 1899. După trei avanpremiere, a avut premiera la 6 noiembrie 1899, la Teatrul Garrick din New York. Drama în patru acte a fost produsă de Charles Frohman, cu muzică de William Furst și o aranjare scenică de Ernest Gros. Ca o noutate pentru vremea sa, producția a făcut schimbări de scenă doar cu iluminarea.

### Distribuție
- William Gillette în rolul lui  Sherlock Holmes[10]
- Bruce McRae în rolul lui  Doctor Watson
- Reuben Fax în rolul lui  John Forman
- Harold Heaton în rolul lui  Sir Edward Leighton
- Alfred S. Howard în rolul lui  Count Von Stahlburg
- George Wessells în rolul lui  Professor Moriarty
- Ralph Delmore în rolul lui  James Larrabee
- George Honey în rolul lui  Sidney Prince
- Henry Herman în rolul lui  Alfred Bassick
- Thomas McGrath în rolul lui  Jim Craigin
- Elwyn Eaton în rolul lui  Thomas Leary
- Julius Wyms în rolul lui  "Lightfoot" McTague
- Henry S. Chandler în rolul lui  John
- Soldene Powell în rolul lui  Parsons
- Henry McArdle în rolul lui  Billy
- Katherine Florence în rolul lui  Alice Faulkner
- Jane Thomas în rolul lui  Mrs. Faulkner
- Judith Thomas în rolul lui  Madge Larrabee
- Hilda Englund în rolul lui  Thérese
- Kate Ten Eyck în rolul lui  Mrs. Smeedley

Piesa s-a jucat la Teatrul Garrick de peste 260 de ori înainte de un lung turneu în Statele Unite.
Sherlock Holmes  s-a mutat la Lyceum Theatre din Londra în septembrie 1901. În timpul turneului din Londra, Charlie Chaplin, care avea 13 ani, l-a interpretat pe Billy. La Londra piesa  s-a jucat de 200 de ori. În 1903, H. A. Saintsbury a preluat rolul lui Sherlock de la Gillette pentru un turneu în Marea Britanie. În această piesă și în propria adaptare scenică a lui Conan Doyle din „Aventura bandei pătate”, Saintsbury l-a jucat pe Holmes de peste 1000 de ori.
O piesă în genul burlesc a piesei, Sheerluck Jones, or Why D’Gillette Him Off, a avut premiera la Teatrul Terry în 1901 cu Clarence Blakiston în rolul principal și s-a jucat de 138 de ori.

## Alte puneri în scenă
Gillette a repus în scenă piesa Sherlock Holmes în 1905, 1906, 1910 și 1915. Gillette a revenit pentru a  juca rolul titular de 45 de ori în 1929.
În 1928 a avut loc o nouă scurtă punere în scenă pe Broadway cu  Robert Warwick în rolul lui Holmes, Stanley Logan ca Watson și Frank Keenan ca Moriarty. Producția a avut premiera la 20 februarie 1928, la Teatrul Cosmopolitan din New York și în total au fost 16 spectacole.
Royal Shakespeare Company a repus în scenă piesa în 1973. Regizată de Frank Dunlop și cu John Wood în rolul lui Holmes, piesa a avut un succes uriaș ceea ce a dus la o nouă punere în scenă a sa la Broadway în noiembrie 1974  și la un turneu ulterior.  Pe Broadway, piesa a fost interpretată de 471 de ori. Wood a fost urmat în rolul lui Holmes de John Neville,  Robert Stephens și de Leonard Nimoy;  primii doi l-au interpretat  deja pe detectiv înainte (Neville în  Un studiu în teroare și Stephens în  Viața privată a lui Sherlock Holmes.) Dunlop a fost nominalizat la un Premiu Drama Desk pentru cel mai bun regizorul de teatru.
Frank Langella a interpretat rolul prima oară în 1977 la Festivalul de Teatru Williamstown din Massachusetts. A interpretat încă o dată rolul pentru o producție înregistrată pentru programul HBO Standing Room Only din 1981.  Aceasta a fost abia a doua producție de teatru realizată de canalul HBO.  

## Adaptări

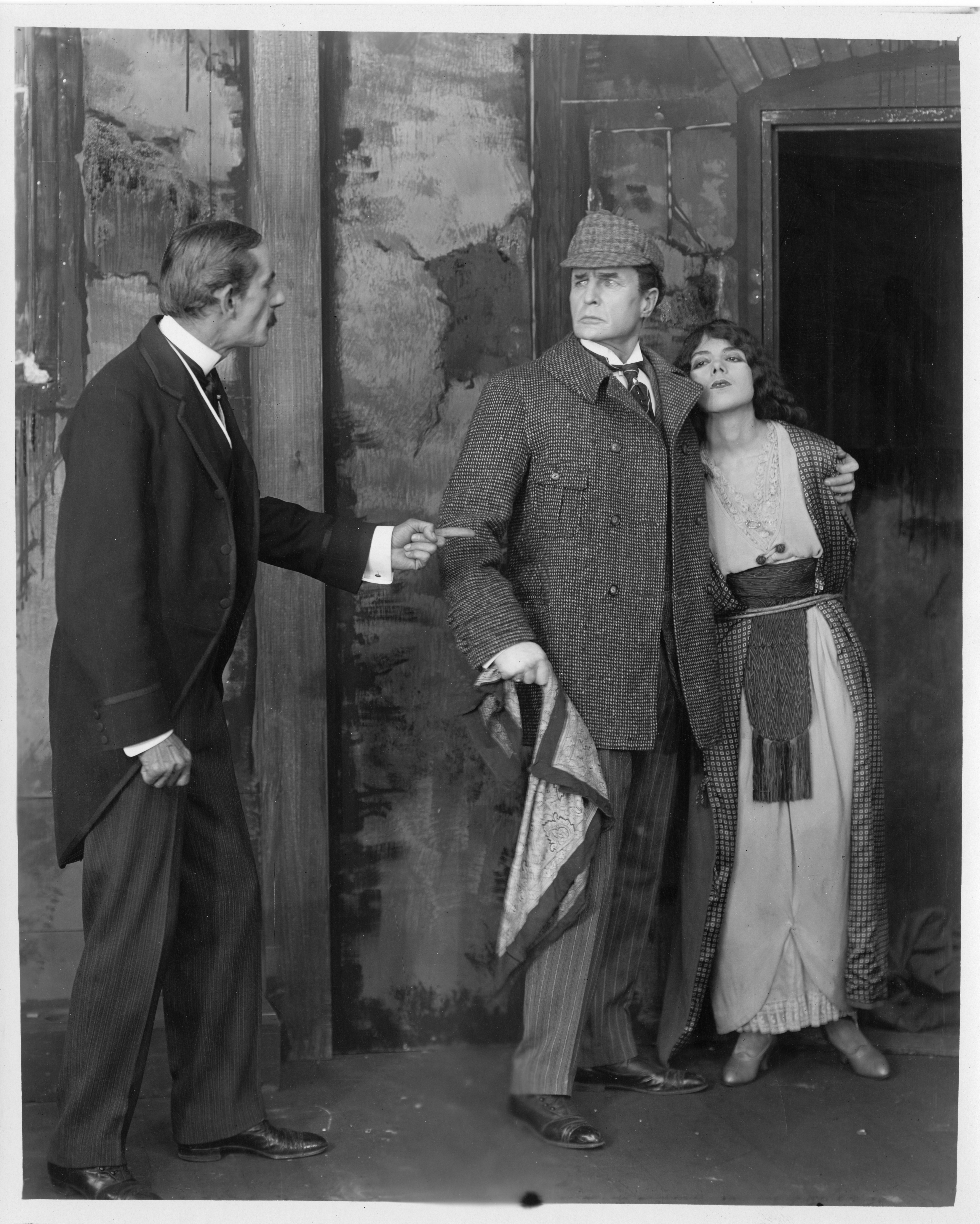
William Gillette (centru) în adaptarea filmului de către Essanay Studios a piesei, Sherlock Holmes (1916)

În 1916, un film mut după această piesă, intitulat tot Sherlock Holmes,  l-a avut pe William Gillette în rolul lui Holmes și a fost caracterizat „cel mai elaborat dintre filmele timpurii”. Este una dintre cele mai vechi adaptări a cinematografiei americane a personajului Holmes. Mult timp considerat un film pierdut, o înregistrare a filmului a fost găsită în colecția Cinémathèque Française în octombrie 2014. Acestă versiune a fost restaurată și proiectată în 2015. 
Piesa a fost din nou filmată în 1922, de data aceasta cu John Barrymore, care a jucat rolul nominal. Anul 1932 a adus o altă adaptare a piesei lui Gillette, cu Clive Brook  în rolul lui Sherlock Holmes.
La 25 septembrie 1938, Orson Welles a jucat în propria sa adaptare radio a piesei Sherlock Holmes pentru The Mercury Theatre on the Air. Distribuția l-a inclus pe Ray Collins ca Dr. Watson, Mary Taylor ca Alice Faulkner, Brenda Forbes ca Madge Larrabee, Edgar Barrier ca James Larrabee, Morgan Farley ca inspector Forman, Richard Wilson în rolul lui Craigin, Alfred Shirley ca Bassick, William Alland ca Leary, Arthur Anderson ca Billy și Eustace Wyatt ca profesor Moriarty. Muzica a fost dirijată de Bernard Herrmann.
Filmul din 1939, Aventurile lui Sherlock Holmes, cel de-al doilea film cu Basil Rathbone ca Holmes, în care apare Nigel Bruce ca Watson, este credit ca o adaptare a piesei, cu toate că nu prea seamănă.
În 1953, BBC Home Service a adaptat piesa cu Carleton Hobbs ca Holmes și cu Norman Shelley în rolul lui Watson.
În 1979, compozitorul Raimonds Pauls și poetul Jānis Peters au scris un musical denumit Šerloks Holmss. A avut premiera la Teatrul Dailes cu Valentīns Skulme ca Holmes și Gunārs Placēns ca Watson. A fost repus din nou pe scenă în 2006, din nou la Teatrul Dailes. 

## Impact cultural
Piesa lui Gillette, Holmes, este considerată ca fiind prima în care detectivul a rostit „Elementary, my dear Watson”  - o frază care nu apare niciodată în povestirile lui Conan Doyle.
De asemenea, Gillette a introdus faimoasa pipă ca marcă înregistrată și semn distinctiv al lui Holmes.

## Vezi și
- Listă de piese de teatru engleze
- Listă de piese de teatru americane